# 405
| 405                |
| ------------------ |
| Dødsfald - Fødsler |
|                    |

| Gregoriansk kalender | 405 CDV                 |
| Ab urbe condita      | 1158                    |
| Armensk kalender     | I/T                     |
| Kinesiske kalender   | 3101 – 3102 甲辰 – 乙巳 |
| Etiopisk kalender    | 397 – 398               |
| Jødisk kalender      | 4165 – 4166             |
| Hindukalendere       |                         |
| - Vikram Samvat      | 460 – 461               |
| - Shaka Samvat       | 327 – 328               |
| - Kali Yuga          | 3506 – 3507             |
| Iransk kalender      | 217 BP – 216 BP         |
| Islamisk kalender    | 224 BH – 223 BH         |

## Begivenheder
- Årets romerske consuler er generalen Stilicho (vest) og Anthemius (øst), der samme år bliver udnævnt til præfekt for det østlige præfektur.
- Munken Mesrop Masjtots skaber det armenske alfabet.
- Flavius Aëtius sendes i en alder af 9-10 år som gidsel til den visigotiske høvding Alariks hof i præfekturet Illyrien.
- Den romerske digter Rutilius Claudius Namatianus skriver, at Stilicho gav ordre til afbrænding af de Sibyllenske bøger. Dette fremgår ikke af andre kilder, og Namatianus var rask til at give Stilicho skylden for alt, hvad der gik galt i Romerriget.
- Goter under ledelse af Radagaisus trænger fra det nuværende Ungarn ind i Norditalien og udplyndrer området. Den vestromerske hærfører Stilicho henter tropper fra garnisonerne ved Rhinen og hyrer hunniske og alanske hjælpetropper.

### Religion
- Hieronymus afslutter arbejdet med den første autoriserede oversættelse af bibelen fra hebraisk og græsk til latin, Biblia Vulgata.

## Dødsfald
- Murong De, den første kejser af det sydlige Yan-rige (svarer cirka til provinsen Shandong).
- Richu, kejser af Japan (dødsår ifølge tradition).
- 26. juni: Sankt Vigilius af Trient, biskop, martyr og senere helgen.